# Championnat d'Islande de football 2000
Navigation
Saison précédente Saison suivante
La saison 2000 du Championnat d'Islande de football était la 89e édition de la première division islandaise. Les 10 clubs jouent les uns contre les autres lors de rencontres disputées en matchs aller et retour.
Le KR Reykjavik, tenant du titre, a tenté de le conserver face aux neuf meilleurs clubs du pays.
Le champion sortant, le KR, conserve son titre en finissant en tête du championnat. Le club remporte le 22e titre de champion d'Islande de son histoire. Il termine avec 7 points d'avance sur le surprenant promu, le Fylkir Reykjavik et 19 points d'avance sur l'UMF Grindavík qui termine sur le podium.
En bas du classement, l'autre promu, le Stjarnan Gardabaer est relégué en 2. Deild tout comme le Leiftur Ólafsfjörður, 3e la saison précédente et présent en première division depuis six ans.

## Les 10 clubs participants
| \| Reykjavik : · KR - Fram - Fylkir ÍBK Keflavík ÍA Akranes ÍBV Vestmannaeyjar Breiðablik Kopavogur UMF Grindavík Stjarnan G. Leiftur Ólafsfjörður \| Clubs participants |
| Reykjavik : · KR - Fram - Fylkir ÍBK Keflavík ÍA Akranes ÍBV Vestmannaeyjar Breiðablik Kopavogur UMF Grindavík Stjarnan G. Leiftur Ólafsfjörður                          |

| Club                 | Classement 1999 | Stade              | Ville          |
| -------------------- | --------------- | ------------------ | -------------- |
| ÍA Akranes           | 4               | Akranesvöllur      | Akranes        |
| Breiðablik Kopavogur | 5               | Kópavogsvöllur     | Kopavogur      |
| Fram Reykjavik       | 7               | Laugardalsvöllur   | Reykjavik      |
| Fylkir Reykjavik     | 2. Deild        | Fylkisvöllur       | Reykjavik      |
| UMF Grindavík        | 6               | Grindavíkurvöllur  | Grindavík      |
| ÍBK Keflavík         | 8               | Keflavíkurvöllur   | Keflavík       |
| KR Reykjavik         | 1               | KR-völlur          | Reykjavik      |
| Leiftur Ólafsfjörður | 3               | Olafsfjörðurvöllur | Ólafsfjörður   |
| Stjarnan Gardabaer   | 2. Deild        | Stjörnuvöllur      | Garðabær       |
| ÍBV Vestmannaeyjar   | 2               | Hásteinsvöllur     | Vestmannaeyjar |

## Compétition

### Classement
Le barème de points servant à établir le classement se décompose ainsi :
- Victoire : 3 points
- Match nul : 1 point
- Défaite : 0 point

| Rang | Équipe               | Pts | J  | G  | N | P  | Bp | Bc | Diff |
| ---- | -------------------- | --- | -- | -- | - | -- | -- | -- | ---- |
| 1    | KR Reykjavik T       | 45  | 18 | 11 | 4 | 3  | 27 | 14 | +13  |
| 2    | Fylkir Reykjavik P   | 38  | 18 | 10 | 5 | 3  | 39 | 16 | +23  |
| 3    | UMF Grindavík        | 26  | 18 | 8  | 6 | 4  | 25 | 18 | +7   |
| 4    | ÍBV Vestmannaeyjar   | 24  | 18 | 8  | 5 | 5  | 29 | 17 | +12  |
| 5    | ÍA Akranes C         | 21  | 18 | 7  | 5 | 6  | 21 | 17 | +4   |
| 6    | ÍBK Keflavík         | 19  | 18 | 4  | 7 | 7  | 21 | 35 | -14  |
| 7    | Breiðablik Kopavogur | 19  | 18 | 5  | 3 | 10 | 29 | 35 | -6   |
| 8    | Fram Reykjavik       | 19  | 18 | 4  | 5 | 9  | 22 | 33 | -11  |
| 9    | Stjarnan Gardabaer P | 18  | 18 | 4  | 5 | 9  | 18 | 31 | -13  |
| 10   | Leiftur Ólafsfjörður | 14  | 18 | 3  | 7 | 8  | 24 | 39 | -15  |

|  | Qualifié pour la Ligue des champions 2001-2002 |
|  | Qualifié pour la Coupe UEFA 2001-2002          |
|  | Qualifié pour la Coupe Intertoto 2001          |
|  | Relégation en 2. Deild                         |

### Matchs
| Résultats (▼dom., ►ext.)                                   | Stj | Akr | Lei | ÍBV | Fram | Fyl | Kef | Brei | Grin | KR  |
| Stjarnan Gardabaer                                         |     | 0-1 | 2-1 | 2-0 | 1-2  | 0-1 | 1-1 | 2-1  | 0-0  | 1-4 |
| ÍA Akranes                                                 | 0-0 |     | 1-0 | 0-0 | 2-2  | 0-1 | 2-2 | 3-1  | 2-1  | 0-2 |
| Leiftur Ólafsfjörður                                       | 3-3 | 2-2 |     | 0-1 | 2-1  | 1-7 | 4-2 | 2-6  | 0-0  | 0-0 |
| ÍBV Vestmannaeyjar                                         | 2-0 | 1-0 | 0-0 |     | 6-1  | 2-2 | 5-0 | 4-1  | 1-2  | 1-1 |
| Fram Reykjavik                                             | 1-2 | 1-4 | 3-1 | 1-1 |      | 1-2 | 0-0 | 1-1  | 3-1  | 0-1 |
| Fylkir Reykjavik                                           | 5-1 | 2-1 | 1-1 | 2-3 | 1-0  |     | 4-0 | 5-0  | 2-0  | 1-1 |
| ÍBK Keflavík                                               | 1-0 | 0-2 | 2-5 | 1-2 | 3-3  | 1-1 |     | 1-0  | 2-2  | 1-0 |
| Breiðablik Kopavogur                                       | 3-3 | 0-1 | 5-0 | 2-0 | 1-0  | 0-0 | 2-1 |      | 3-4  | 1-2 |
| UMF Grindavík                                              | 2-0 | 1-0 | 2-2 | 1-0 | 3-0  | 2-1 | 0-0 | 3-0  |      | 0-1 |
| KR Reykjavik                                               | 3-0 | 1-0 | 1-0 | 1-0 | 1-2  | 2-1 | 2-3 | 3-2  | 1-1  |     |
| - Victoire à domicile - Match nul - Victoire à l'extérieur |     |     |     |     |      |     |     |      |      |     |

## Bilan de la saison
| Tableau d'Honneur                 |               |
| Compétition                       | Vainqueur     |
| Championnat d'Islande de football | KR Reykjavik  |
| Coupe d'Islande de football       | ÍA Akranes    |
| Coupe de la Ligue                 | UMF Grindavík |
| Supercoupe d'Islande de football  | Non disputée  |

| Qualifications européennes    |                             |
| Ligue des champions 2001-2002 | Qualifié                    |
| 1er tour                      | KR Reykjavik                |
| Coupe UEFA 2001-2002          | Qualifié                    |
| 1er tour                      | Fylkir Reykjavik ÍA Akranes |
| Coupe Intertoto 2001          | Qualifié                    |
| 1er tour                      | UMF Grindavík               |

| Promotion et relégation |                                         |
| Relégués en 2. Deild    | Stjarnan Gardabaer Leiftur Ólafsfjörður |
| Promus en 1. Deild      | FH Hafnarfjörður Valur Reykjavik        |

## Meilleurs buteurs
| # | Buteurs                 | Clubs              | Nb de Buts |
| - | ----------------------- | ------------------ | ---------- |
| 1 | Andri Sigþórsson        | KR Reykjavik       | 14         |
| 1 | Guðmundur Steinarsson   | ÍBK Keflavík       | 14         |
| 3 | Gylfi Einarsson         | Fylkir Reykjavik   | 10         |
| 4 | Saevar þor Gislason     | Fylkir Reykjavik   | 9          |
| 4 | Steingrimur Johannesson | ÍBV Vestmannaeyjar | 9          |